# Australian Championships 1929
Gli Australian Championships 1929 (conosciuto oggi come Australian Open) sono stati la 22ª edizione degli Australian Championships e prima prova stagionale dello Slam per il 1929. Si è disputato dal 19 al 28 gennaio 1929 sui campi in erba del Memorial Drive Park di Adelaide in Australia.
Il singolare maschile è stato vinto dal britannico Colin Gregory, che si è imposto sull'australiano Richard Schlesinger in quattro set. Il singolare femminile è stato vinto dall'australiana Daphne Akhurst Cozens, che ha battuto la connazionale Louise Bickerton in tre set. Nel doppio maschile si è imposta la coppia formata da Jack Crawford e Harry Hopman, mentre nel doppio femminile hanno trionfato Daphne Akhurst Cozens e Louise Bickerton. Il doppio misto è stato vinto da Daphne Akhurst e Gar Moon.

## Risultati

### Singolare maschile
Colin Gregory ha battuto in finale  Richard Schlesinger con il punteggio di 6–2, 6–2, 5–7, 7–5

### Singolare femminile
Daphne Akhurst ha battuto in finale  Louise Bickerton con il punteggio di 6–1, 5–7, 6–2

### Doppio maschile
Jack Crawford /  Harry Hopman hanno battuto in finale  Jack Cummings /  Gar Moon con il punteggio di 6–1, 6–8, 4–6, 6–1, 6–3

### Doppio femminile
Daphne Akhurst Cozens /  Louise Bickerton hanno battuto in finale  Sylvia Lance Harper /  Meryl O'Hara Wood con il punteggio di 6–2, 3–6, 6–2

### Doppio misto
Daphne Akhurst /  Gar Moon hanno battuto in finale  Marjorie Cox Crawford /  Jack Crawford con il punteggio di 6–0, 7–5